# Ectemnonotum javanense
Ectemnonotum javanense är en insektsart som beskrevs av Schmidt 1910. Ectemnonotum javanense ingår i släktet Ectemnonotum och familjen spottstritar. Inga underarter finns listade i Catalogue of Life.